# Чанг-Ла
Чанг-Ла (выс. 5360 м) — перевал в Индии.
Находится на дороге к Пангонг-Цо от Леха. Назван в честь Садху Чангла Баба, которому был посвящён храм на перевале. Городок Тангсте — ближайшие поселение. Чанг-Ла — основной проход на плато Чантанг расположенное в Транс-Гималаях. Кочевников этих мест собирательно называют Чангпа или Чанг-па.

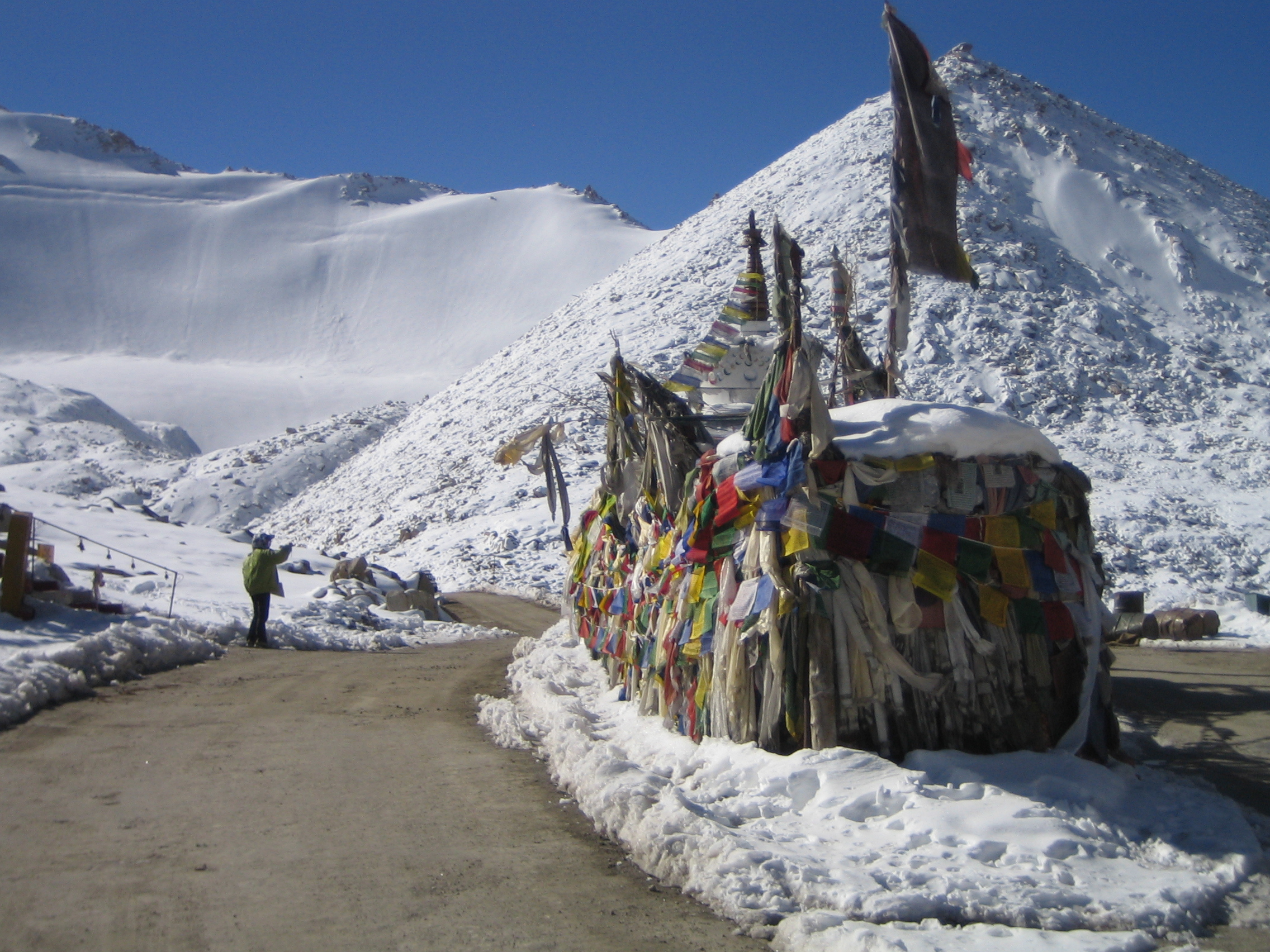
Лунгта (молитвенные флажки) на перевале
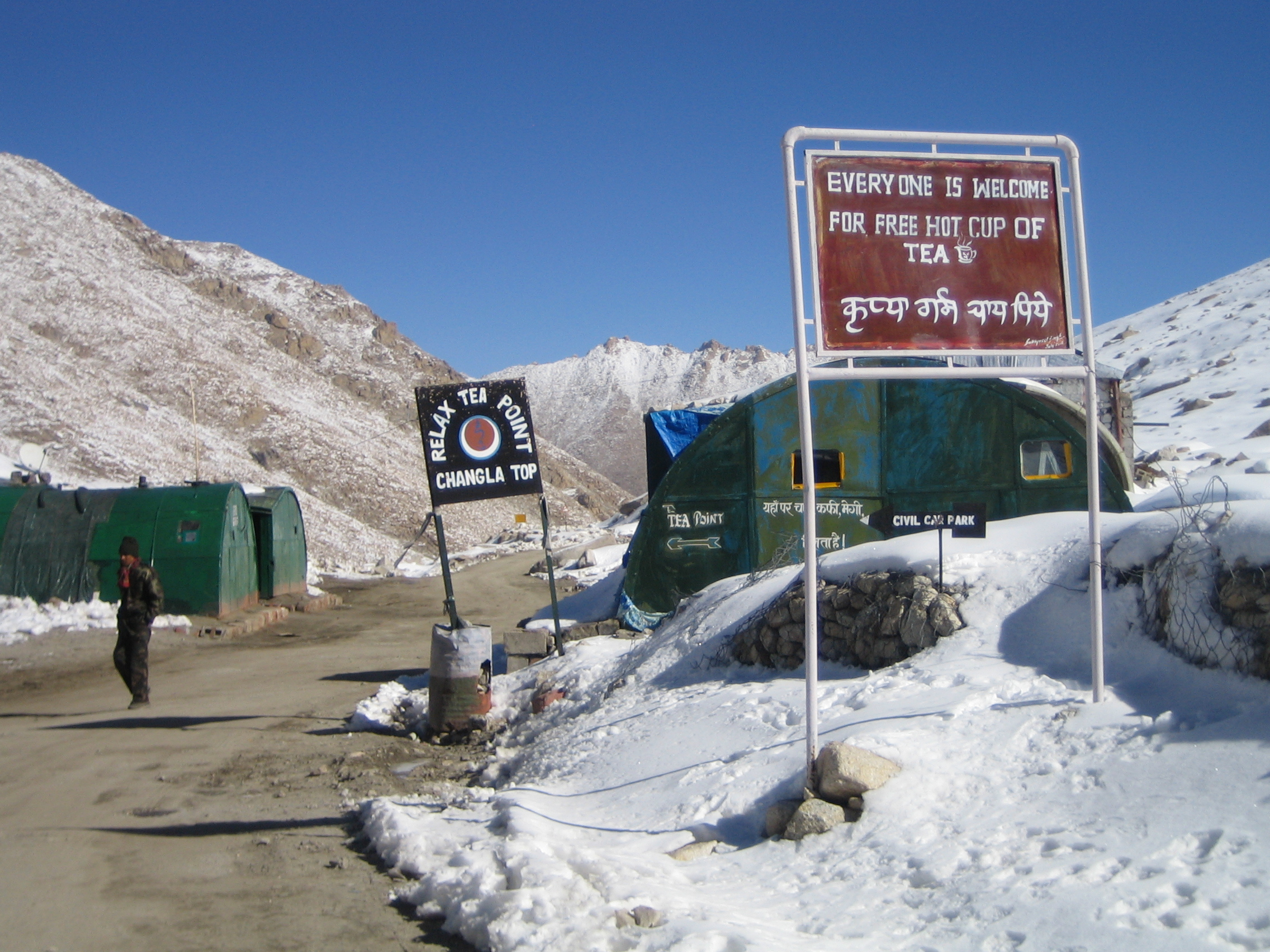
Чанг-Ла, чайная, заходите все...